# Jeanneke Pis

Jeanneke Pis é uma pequena estátua da cidade de Bruxelas, na Bélgica. Representando uma menina a urinar, constitui a versão feminina do Manneken Pis, estátua esta muito mais antiga e, provavelmente, a mais famosa da capital belga.
Foi criada por Denis Adrien Debouverie, em 1985, tendo sido inaugurada em 1987.
Encontra-se em  Beenhouwersstraat (rua dos açougueiros, em língua neerlandesa), um bairro de Bruxelas conhecido pela possibilidade por ser ali possível provar inúmeros tipos de cerveja e de vinho. A estátua foi colocada a cerca de 1 metro e meio de altura, em uma rua sem saída. Acredita-se que tenha sido criada como forma de atrair mais turistas ao bairro.
A estátua é considerada a versão feminina do Manneken Pis. 